# Champ-Haut
Champ-Haut är en kommun i departementet Orne i regionen Normandie i nordvästra Frankrike. Kommunen ligger i kantonen Le Merlerault som tillhör arrondissementet Argentan. År 2022 hade Champ-Haut 42 invånare.

## Befolkningsutveckling
Antalet invånare i kommunen Champ-Haut
| Referens: INSEE |